# Гринявський Іван Ігорович
Гринявський Іван Ігорович (19 січня 1993 — 25 січня 2023) — солдат Збройних Сил України, учасник російсько-української війни, який загинув під час російського вторгнення в Україну.

## Життєпис
Іван Гринявський народився 19 січня 1993 року у Львові. Навчався у місцевій школі №98, проте більшу частину життя провів у бабці в с. Пикуловичі, Львівської області.
З 2012 року працював на «Львівводоканалі» електромонтером.
У 2014 році Іван був учасником Революції Гідності у Києві. 
На якийсь час їздив шукати кращої долі закордон, але за рік знову повернувся у рідне місто та на рідне підприємство, де його колеги, уже встигли стати добрими друзями.
З початком російського вторгнення в Україну у 2022 року добровольцем став на захист України. Боровся проти держави-терориста у складі 125-ї окремої бригади територіальної оборони ЗСУ на посаді водія стрілецького взводу.
Вірний військовій присязі, 30-річний воїн загинув 25 січня 2023 року при виконанні службового обов’язку по захисту Батьківщини в районі н.п. Діброва, Луганської області. 
Похований на сільському кладовищі с. Пикуловичі, Львівської області.
У Івана залишилася мати.

## Нагороди
В лютому 2024 року відповідно до указу Президента України №135/2023  Івану Гринявському за особисту мужність і самовідданість, виявлені у захисті державного суверенітету та територіальної цілісності України, вірність військовій присязі було посмертно відзначено державною нагородою: орденом «За мужність» III ступеня.
В травні 2024 відповідно до указу Міністра оборони України №786 від 21 травня 2024 року відзначено медаллю "Захиснику України".